# .sk
.sk es el dominio de nivel superior geográfico (ccTLD) para Eslovaquia.